# Sally Kipyego
Sally Kipyego (ur. 19 grudnia 1985 w Kapsowarze) – kenijska lekkoatletka specjalizująca się w biegach długich, od sierpnia 2019 reprezentująca Stany Zjednoczone.
W 2001 była ósma podczas mistrzostw świata w przełajach w biegu juniorów (Kenijki zdobyły srebrny medal w rywalizacji drużynowej). Wicemistrzyni świata w biegu na 10 000 metrów z 2011. Wicemistrzyni olimpijska w biegu na 10 000 metrów z Londynu (2012). 
Rekordy życiowe: bieg na 5000 metrów – 14:30,42 (8 września 2011, Zurych); bieg na 10 000 metrów – 30:26,27 (3 sierpnia 2012, Londyn). 

## Osiągnięcia
| Rok               | Impreza                               | Miejsce | Konkurencja      | Lokata      | Wynik    |
| Kenia             | Kenia                                 | Kenia   | Kenia            | Kenia       | Kenia    |
| ----------------- | ------------------------------------- | ------- | ---------------- | ----------- | -------- |
| 2001              | Mistrzostwa świata w biegu na przełaj | Ostenda | bieg juniorów    | 8. miejsce  | 22:22    |
| 2011              | Mistrzostwa świata                    | Daegu   | bieg na 10 000 m | 2. miejsce  | 30:50,04 |
| 2012              | Igrzyska olimpijskie                  | Londyn  | bieg na 10 000 m | 2. miejsce  | 30:26,27 |
| 2012              | Igrzyska olimpijskie                  | Londyn  | bieg na 5000 m   | 4. miejsce  | 15:05,79 |
| 2015              | Mistrzostwa świata                    | Pekin   | bieg na 10 000 m | 5. miejsce  | 31:44,42 |
| Stany Zjednoczone |                                       |         |                  |             |          |
| 2021              | Igrzyska olimpijskie                  | Tokio   | maraton          | 17. miejsce | 2:32:53  |